# Літтл-Біггорн
Літтл-Біггорн (англ. Little Bighorn) — права притока річки Біггорн, яка протікає по території штатів Вайомінг та Монтана. Довжина річки складає 222 км. Початок річки розташований на півночі штату Вайомінг в районі гірського хребта Біґгорн. Місце впадання в річку Біґгорн знаходиться поблизу міста Гардін (англ. — Hardin), штат Монтана.
Річка відома, тим, що тут 25-26 червня 1876 року сталася битва між індіанським союзом Лакота — Північні Шайенни і Сьомим кавалерійським полком армії США.